# Javaanse panter
De Javaanse panter (Panthera pardus melas) is een ondersoort van de luipaard die alleen voorkomt op het Indonesische eiland Java. De ondersoort staat sinds 2021 als "bedreigd" op de Rode Lijst van de IUCN. 
De populatie wordt geschat op minder dan 250 volwassen exemplaren. Het totaal overgebleven leefgebied wordt geschat op slechts 2267 tot 3277 km².
Achterindische panter (P. p. delacouri) · Indische panter (P. p. fusca) · Sri Lankaanse panter (P. p. kotiya) · Javaanse panter (P. p. melas) · Arabische luipaard (P. p. nimr) · Amoerpanter (P. p. orientalis) · Afrikaanse luipaard (P. p. pardus) · Perzische panter (P. p. saxicolor) · Anatolische panter (P. p. tulliana)